# Otto March

Otto March

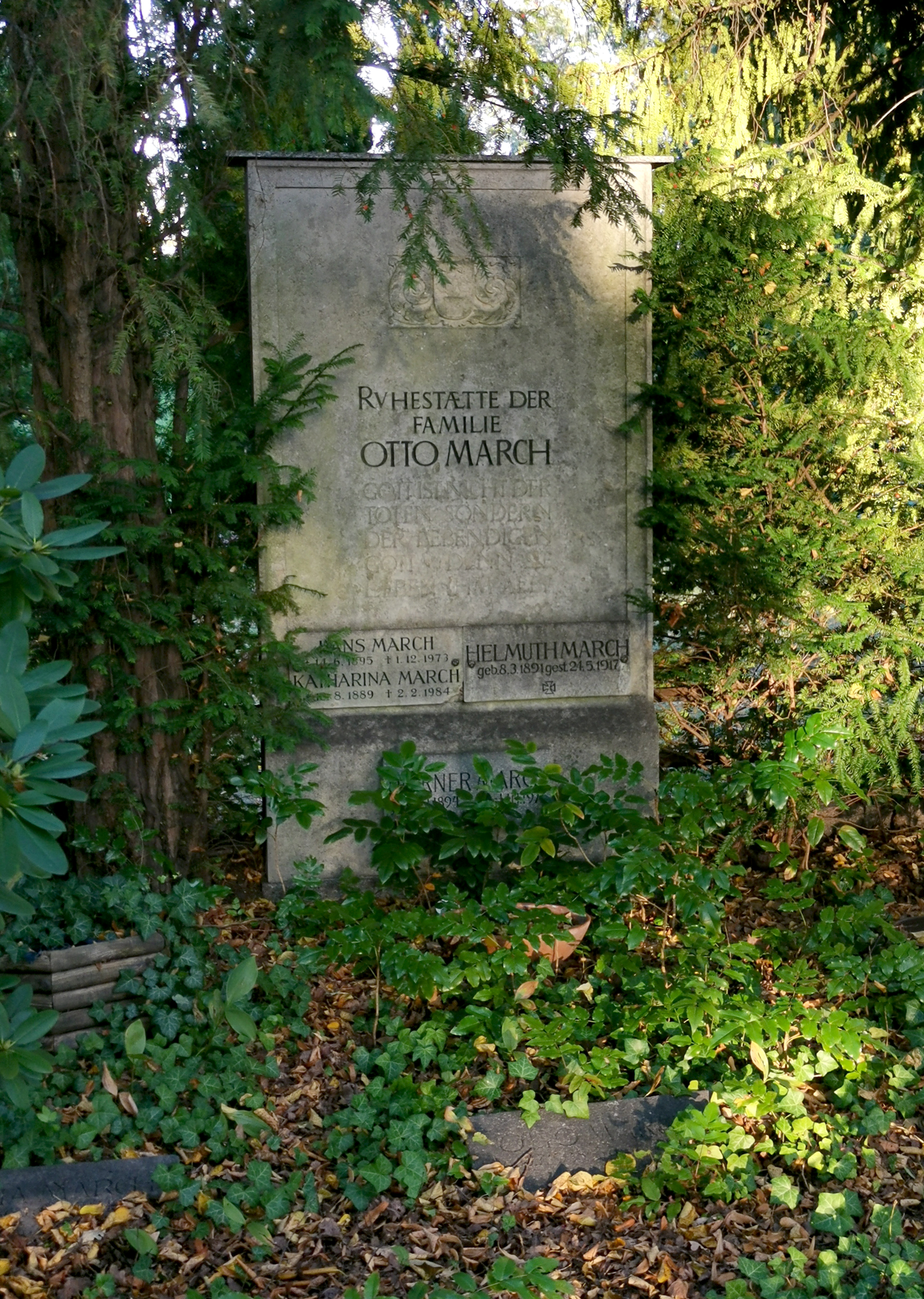
Familiengrab March auf dem Luisen-Friedhof II

Otto March (* 7. Oktober 1845 in Charlottenburg; † 1. April 1913 ebenda) war ein deutscher Architekt.

## Leben
Otto March war ein Sohn des Tonwarenfabrikanten Ernst March, der im Berlin des 19. Jahrhunderts für seinen keramischen Bauschmuck bekannt war. Er studierte an der Berliner Bauakademie und später in Wien Architektur. Zu seinen Lehrern zählten Heinrich Strack und Heinrich von Ferstel. 1878 absolvierte er das 2. Staatsexamen und wurde zum Regierungsbaumeister (Assessor in der öffentlichen Bauverwaltung) ernannt, verfolgte jedoch die Laufbahn eines Baubeamten nicht weiter. 1888 sammelte er auf einer Großbritannien-Reise wichtige Eindrücke von der als fortschrittlich angesehenen englischen Landhaus-Architektur, die sein weiteres Schaffen maßgeblich beeinflussten. Am 30. Oktober 1889 heiratete er in Bonn Anna Maria (* 1863), eine Tochter des wohlhabenden Kölner Chemiefabrikanten Julius Vorster; in der Folge erhielt er auch im Rheinland zahlreiche Aufträge, so etwa die 1897 von ihm geplante zweigeschossige Zuschauertribüne der Galopprennbahn im Weidenpescher Park in Köln. Ebenfalls 1897 erhielt er auf der Großen Berliner Kunstausstellung eine kleine Goldmedaille. Er saß ab 1907 im Ausschuss für Groß-Berlin. Zahlreiche Wohn- und Geschäftshäuser, großbürgerliche Landhäuser und evangelische Kirchen in Berlin und ganz Deutschland wurden nach Marchs Entwürfen ausgeführt. Als Direktor der Landhaus-Baugesellschaft Pankow war er zugleich Immobilienunternehmer.
Seine Söhne Werner March (1894–1976) und Walter March (1898–1969) wurden ebenfalls Architekten, sie waren später für die Errichtung des Deutschen Sportforums, des Olympischen Dorfs und des Olympiastadions in Berlin verantwortlich. Otto Marchs Neffe Werner Hegemann war als Herausgeber der Zeitschrift Der Städtebau ein einflussreicher Architekturkritiker in der Zeit der Weimarer Republik.
Otto March ist auf dem Luisen-Friedhof II in Berlin-Westend bestattet (Feld B 21 Nr. 10).

## Ehrungen
- Wahl in die Preußische Akademie der Künste, 1912 Senatsmitglied
- Wahl in die Preußische Akademie des Bauwesens
- Charakter als Geheimer Baurat
- Ehrendoktorwürde (als Dr.-Ing. E. h.) der Technischen Hochschule Darmstadt
- Medaille für Verdienste um das Bauwesen in Gold (1912)[1]

## Bauten und Entwürfe

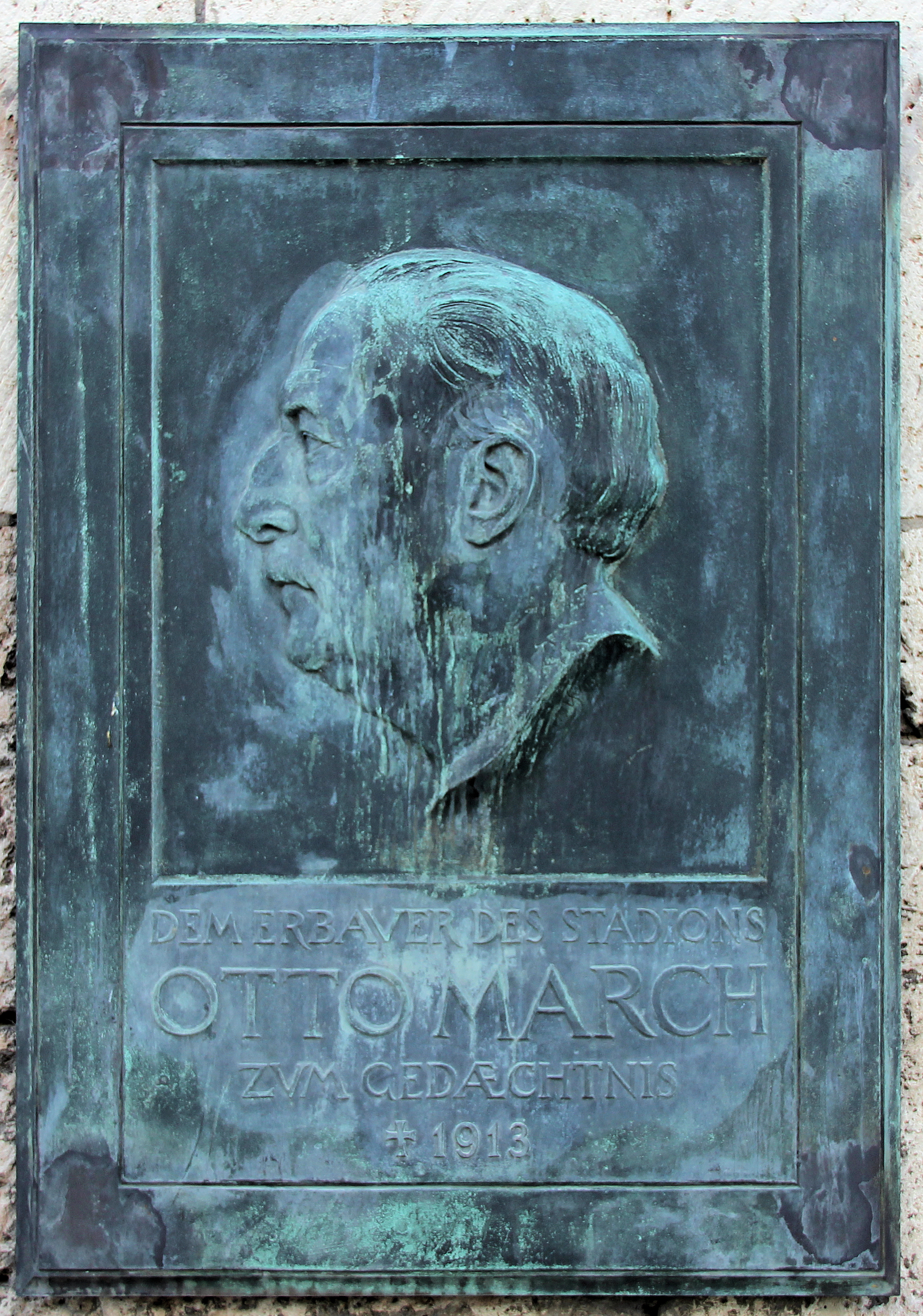
Gedenktafel am Berliner Olympiastadion

- um 1869: Terrakotta-Altar in der Guts- und Patronatskirche von Radensleben (Grafschaft Ruppin)
- 1883: Mausoleum der Familie Wagenführ in Vaethen (später Tangerhütte)
- 1872–1875: Villa für Clara Benda in Berlin-Westend, Ahornallee 4 (unter Denkmalschutz)[2]
- 1881–1882?: Villa Holt in Berlin, Ahornallee 18–22[3]
- 1889: Geschäftshaus der Auskunftei W. Schimmelpfeng in Berlin-Mitte, Charlottenstraße 23
- 1890: Büro- und Geschäftshaus Zum Hausvoigt in Berlin-Mitte, Hausvogteiplatz 8/9 (1955 stark verändert; unter Denkmalschutz)[4]
- 1890–1891: Frauenwohnheim „Marienheim“ in Berlin-Mitte, Borsigstraße 5 (unter Denkmalschutz)[5]
- 1890–1891: Villa Kolbe in Radebeul (Die Maurerarbeiten wurden durch die ortsansässigen Gebrüder Ziller ausgeführt, die bereits mit der Tonwarenfabrik des Vaters Ernst March in guten Geschäftskontakten standen.)
- 1891–1894: Villa Vorster für Fritz Vorster in Köln-Marienburg (1904 erweitert)
- 1892–1893: evangelisch-reformierte Bergkirche in Osnabrück (Fertigstellung des Turms 1896)
- 1893: Landhaus für Christoph Schreckhas in Berlin-Grunewald, Fontanestraße 21/23 (unter Denkmalschutz)[6]

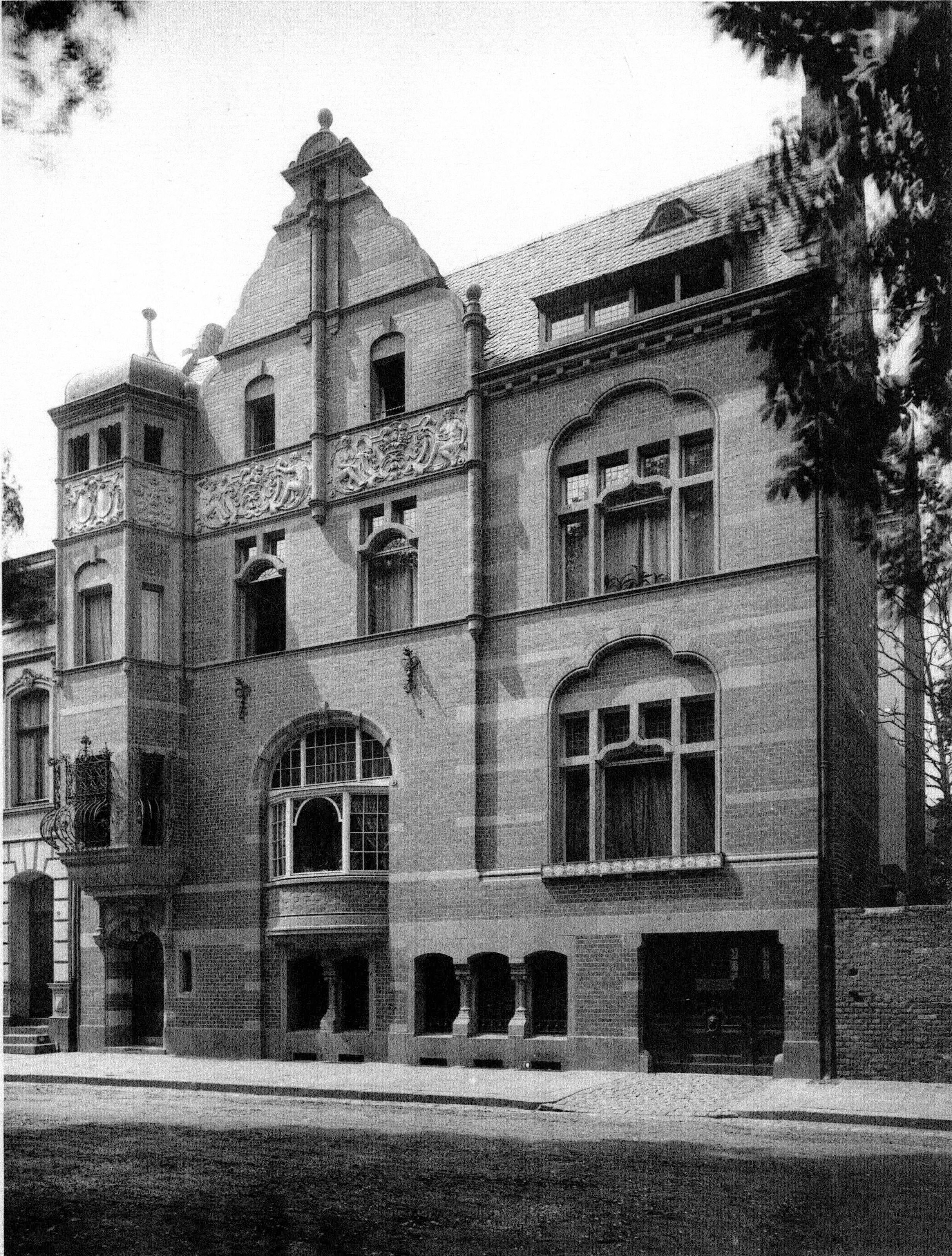
Wohnhaus Wilhelm Lohe, Canalstraße 8, Düsseldorf, 1895

- 1893–1894: Wohnhaus für den Stadtverordneten Justizrat Wilhelm Lohe (1861–1924) in Düsseldorf, Canalstraße 8[8] (zerstört)
- 1894: Villa Sophia für seinen Schwager Julius Friedrich Holtz in Eisenach
- 1894–1895: Büro- und Geschäftshaus-Gruppe Kaufhaus Köln und Kaufhaus Stettin in Berlin-Mitte, Rosenstraße / Neue Friedrichstraße (unter Denkmalschutz)[9]
- 1894–1895: Villa in Berlin-Grunewald, Bettinastraße 3 (ursprünglich zur Selbstnutzung vorgesehen; bewohnt durch Hermann Rietschel, danach durch Hermann Sudermann; unter Denkmalschutz)[10]
- 1895: verschiedene Gebäude der Chemischen Fabrik Schering in Berlin-Charlottenburg, Max-Dohrn-Straße 8/10 (unter Denkmalschutz)[11] und Tegeler Weg 33 (unter Denkmalschutz)[12]
- 1895: Konfirmandensaal und Pfarrhaus für die evangelische Marienkirche in Duisburg-Duissern
- 1895–1897: Entwurf für das Hotel Kaiserhof in Eisenach
- 1896–1897: Villa für Fabrikant Johann-Baptist Dotti in Villenkolonie Grunewald, Herthastrasse 17/19, Berlin-Grunewald
- 1896–1897: evangelisch-reformierte Kirche auf der Insel Borkum
- 1896–1897: Amalienpark in Berlin-Pankow, Amalienpark / Breite Straße[3] (Vorgärten unter Denkmalschutz)[13]
- 1896–1897: Umbau und Erweiterung von Haus Horst in Hilden bei Düsseldorf
- 1897–1899: Villa Haase in Breslau für den Brauereinbesitzer Georg Haase (heute ul. Podwale 76, Wrocław, Generalkonsulat der Bundesrepublik Deutschland)[14]
- 1898: Begräbniskapelle mit Krematorium auf dem Hauptfriedhof in Eisenach
- 1898–1911: Gut Calmuth für Maximilian von Guilleaume bei Remagen (mehrere Bauabschnitte)
- 1898–1900: Amerikanische Kirche in Berlin-Schöneberg, Motzstraße, am Nollendorfplatz (errichtet für die unabhängige American Church in Berlin; im Zweiten Weltkrieg zerstört)
- 1899–1900: Hofmann-Haus für die Deutsche Chemische Gesellschaft in Berlin-Tiergarten, Sigismundstraße 4 (nach schweren Kriegsschäden abgebrochen)
- um 1900: Invalidenheim der Kaiser-Wilhelm-Stiftung in Neubabelsberg (heute: Deutsche Vermögensverwaltung)
- 1900–1901: Villa Meyer-Leverkus in Elberfeld, Katernberger Straße 163 (nicht erhalten)
- vor 1904: Stadtvilla Dr. Marcus, Jägerhofstraße 22 in Pempelfort (nicht erhalten)
- 1903–1905: evangelische Christuskirche in Köln-Dellbrück (teilweise gestiftet von Paul Andreae auf Gut Mielenforst; unter Denkmalschutz)
- 1903–1905: evangelische Reformationskirche in Köln-Marienburg (nach dem Zweiten Weltkrieg verändert wiederaufgebaut)
- 1904: Schloss Torgelow für die Familie von Behr-Negendank
- 1904: Wettbewerbsentwurf für das Schillertheater in Berlin-Charlottenburg (nicht ausgeführt)
- 1904–1905: Wohnhaus für F. Holtz in Berlin-Charlottenburg, Marchstraße 8 (unter Denkmalschutz)[15]
- vor 1905: Landhaus von Luttitz in Steinebrück bei Aachen
- 1905: Erweiterungsbau der Französischen Friedrichstadtkirche in Berlin (mit Überformung des schlichten calvinistischen Inneren nach Zeitgeschmack)
- 1905–1907: Mehrfamilienhaus-Gruppe in Berlin-Charlottenburg, Bismarckstraße 79/80 / Wilmersdorfer Straße 39 (unter Denkmalschutz)[16]
- 1906–1909: Tribünenbau der Rennbahn Grunewald in Berlin-Grunewald
- 1907: Landhaus für Julius Vorster (heute Itzel-Sanatorium) in Oberkassel
- 1907–1908: Geschäftshaus in Berlin-Mitte, Charlottenstraße 55 (unter Denkmalschutz)[17]
- 1908: evangelische Kirche in Oberkassel bei Bonn
- 1908–1909: Evangelisches Pfarr- und Gemeindehaus St. Georg in Frankfurt (Oder)
- 1909–1911: Landhaus Heinenhof für Carl Friedrich von Siemens in Neu Fahrland[18]
- 1910–1911: Gebäude für das Arbeiterversicherungsschiedsgericht in Berlin, Straße des 17. Juni 116–118
- 1912: Wettbewerbsentwurf zur Neugestaltung des Königsplatzes vor dem Reichstagsgebäude (prämiert mit dem 1. Preis)[19]
- 1912–1913: Deutsches Stadion in Berlin-Charlottenburg (Vorläufer des Berliner Olympiastadions)
- 1912–1913: Reformierte Kirche in Borssum

Undatiert:
- Villen Ahornallee 13 und Ahornallee 44–45 in Berlin
- Geschäftshaus Leipziger Straße 7/8 in Berlin-Mitte
- Büro- und Geschäftshaus Zur Mauerkrone in Berlin, Leipziger Straße 19 / Mauerstraße[20]

Villa Kolbe in Radebeul
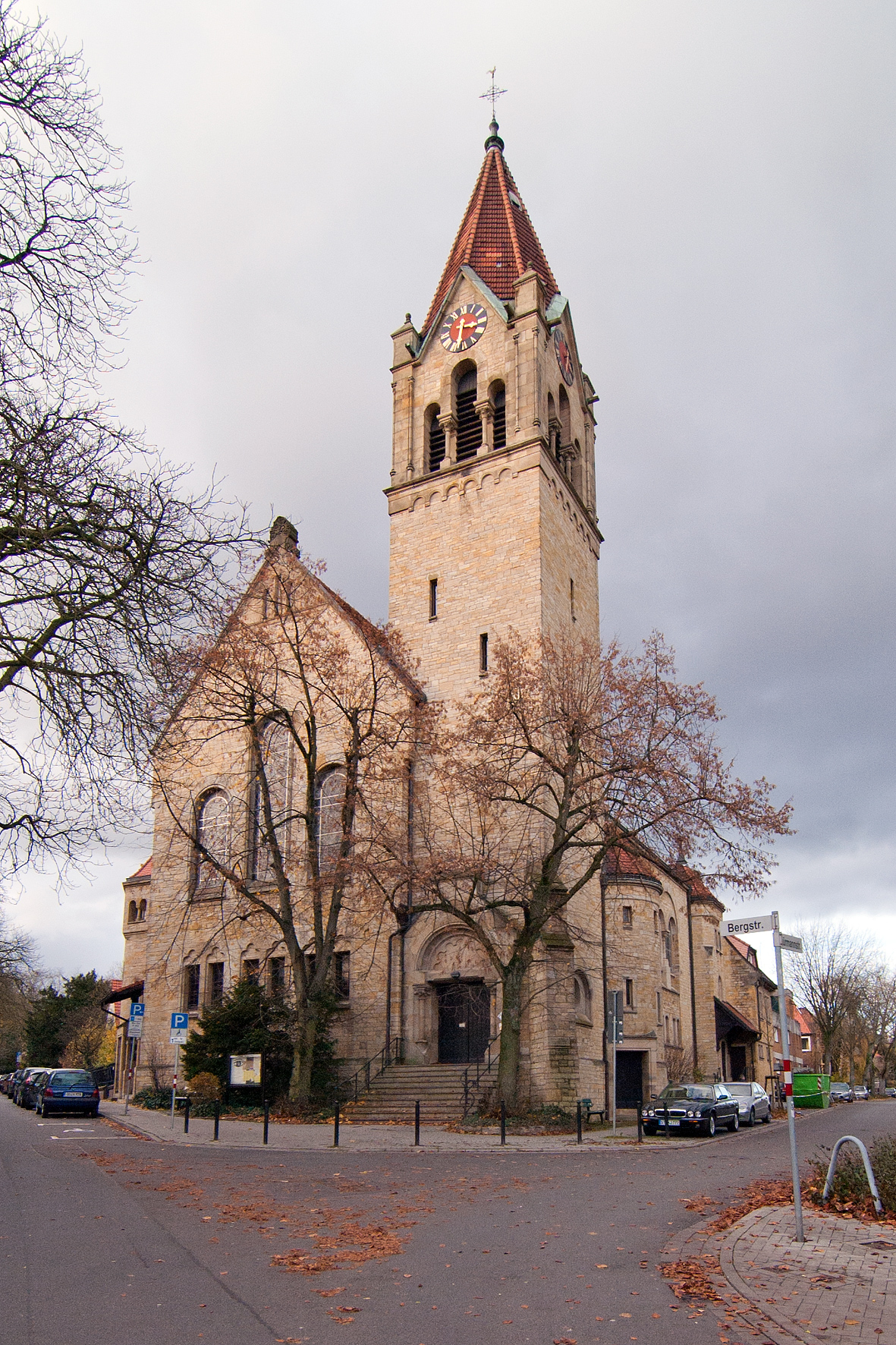
Bergkirche in Osnabrück
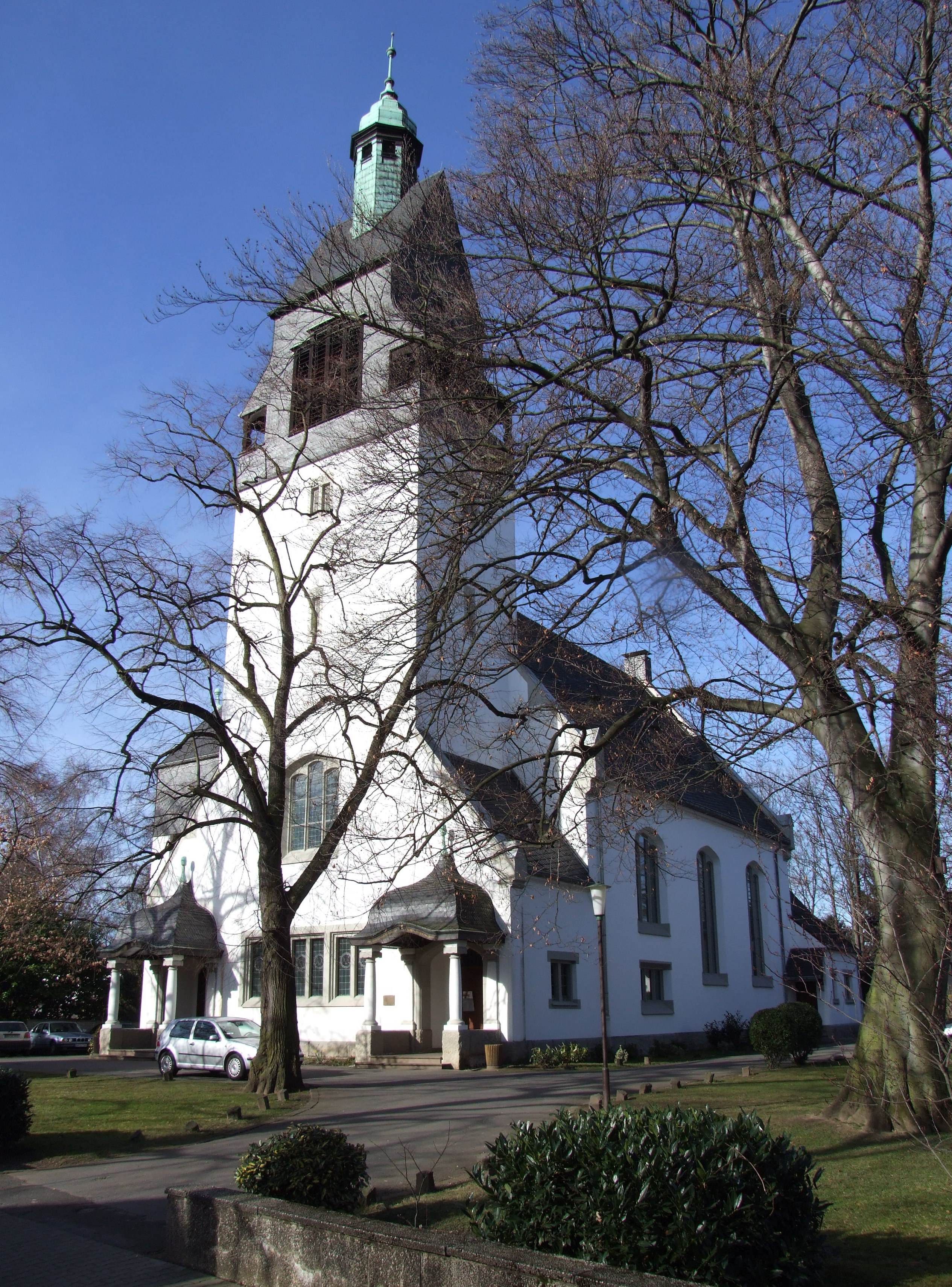
Evangelische Kirche in Oberkassel
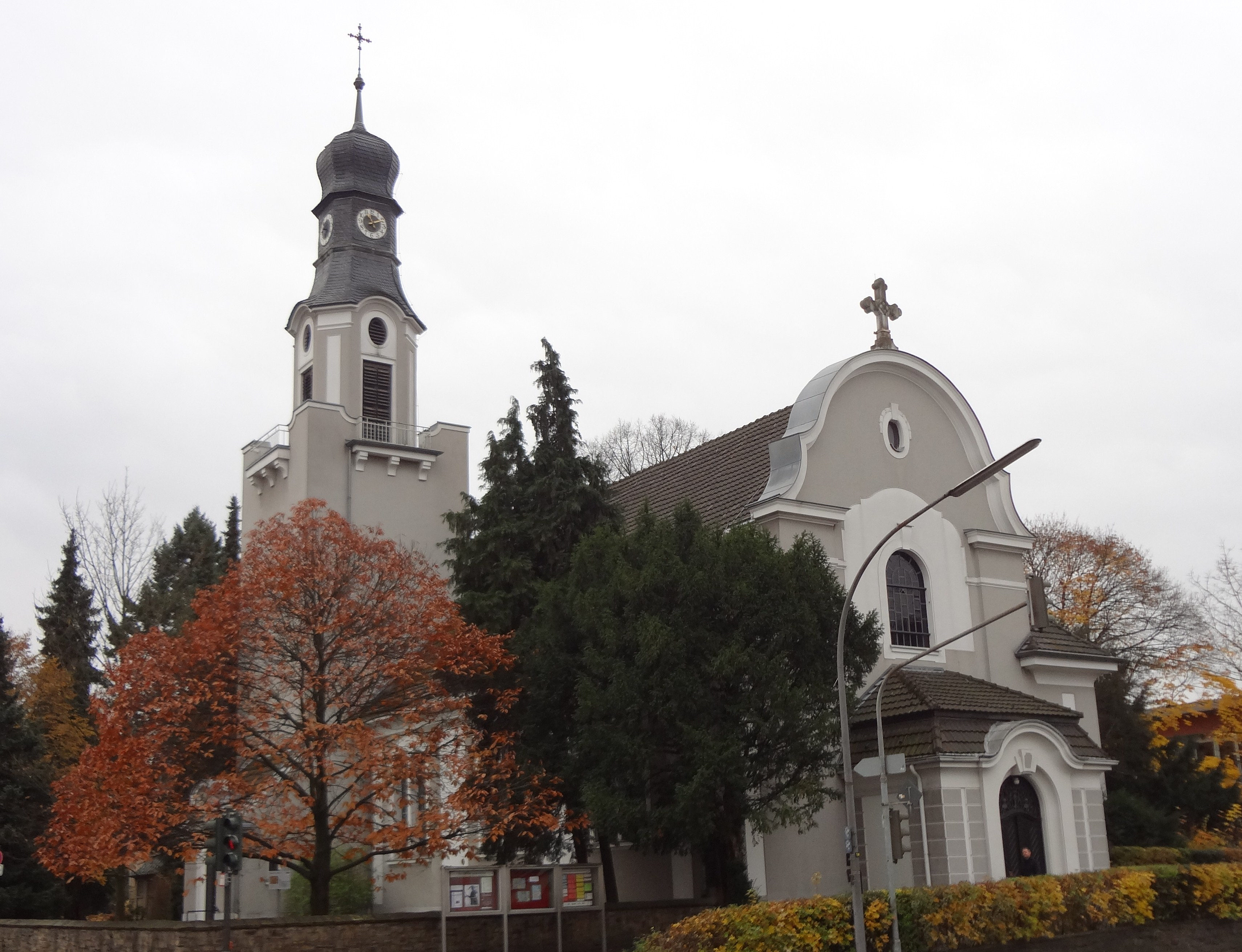
Christuskirche in Köln-Dellbrück